# Lucile Buchanan
Lucile Berkeley Buchanan Jones née le 13 juin 1884 et morte le 13 novembre 1989 est la première femme noire à obtenir un diplôme de l'Université du Colorado à Boulder,,. Ses parents sont tous deux nés esclaves dans les plantations de Virginie, mais s'installent à Denver, Colorado, en mai 1882 et sont la première famille noire à posséder une propriété dans la subdivision de Barnum. Lucile Buchanan étudie au lycée de Villa Park d'où elle sort diplômée en juin 1901. Elle s'inscrit ensuite à l'université du Nord du Colorado où elle est la seule étudiante noire.
Elle obtient une licence en allemand en 1918. Malgré l'obtention de son diplôme, l'université l'empêche de monter sur scène pour la remise des diplômes et sa photographie n'est pas mise comme la tradition le veut dans l'annuaire. Elle peine ensuite à trouver un emploi d'enseignante dans le Colorado et doit se rendre dans l'Arkansas.
Une bourse Lucile Berkeley Buchanan est créée en son honneur en 2010 à l'université du Colorado à Boulder. On se souvient de Buchanan Jones pour son « indépendance farouche, sa ténacité et sa détermination » ».

## Jeunesse
Lucy Berkeley Buchanan nait le 13 juin 1884. Ses parents sont Sarah Lavina Bishop Buchanan et James Fenton Buchanan. Ils sont tous deux nés esclaves dans les plantations de Virginie. Edmund Berkeley, le propriétaire d'esclaves blancs de la plantation de Sarah Bishop, serait le père de Sarah Bishop et le grand-père de Buchanan Jones. « Lucy » était le nom d’une des filles blanches d’Edmund Berkeley. « Berkeley », le deuxième prénom de Lucy, suivait une tradition de Virginie consistant à nommer un enfant d'après un parent ou un grand-parent. Buchanan Jones a ensuite changé officieusement son nom de Lucy en Lucile.
En novembre 1872, les parents de Lucile Buchanan Jones se marient en Virginie. Alors qu'elle vit encore en Virginie, Sarah Bishop Buchanan accouche d'une fille qui meurt peu de temps après sa naissance, puis de Hattie, Hannah, Laura et de son fils unique Fenton Mercer.
Les Buchanan s'installent à Denver, Colorado, en mai 1882. Ils furent la première famille noire à posséder une propriété dans la subdivision de Barnum. Cependant, ils ne se sont installés à Barnum qu'entre 1886 et 1888 en raison du manque d'eau, de routes, de transports, de services postaux, d'églises, de médecins et de magasins.  Les Buchanan construisent sur le terrain une maison de style Queen Anne de cinq chambres à coucher, toujours debout en 2018.
Lucy Berkeley Buchanan est la première des enfants des Buchanan née au Colorado. Quatre autres enfants sont nés au Colorado : Sadie, Edith, Nellie et Claribel.

## Scolarité et carrière
Buchanan Jones obtient un diplôme du lycée de Villa Park en juin 1901.  Après son diplôme, elle travaille brièvement comme professeure remplaçante au lycée, puis pour une maison d'édition et comme comptable. En 1903, Buchanan s'inscrit à un programme d'enseignement de deux ans à l'université du Nord du Colorado  (à l'époque, le Colorado State College for Education à Greeley). Elle est la seule étudiante noire de sa promotion de 1905 et la première étudiante noire à obtenir un diplôme d'enseignement à l'université.
Après avoir obtenu son diplôme à l'UNC, Buchanan Jones essaie en vain d'obtenir un poste d'enseignante dans le Colorado. Elle postule pour un poste d'enseignante à Denver en 1908, mais ne réussit pas non plus.1 Elle accepte un poste d'enseignante à l'Arkansas Baptist College à Little Rock,. Elle  enseigne ensuite au Langston High School, le seul lycée noir de Hot Springs, en Arkansas, entre 1912 et 1915.
L'année suivante, Buchanan s'inscrit à l'université de Chicago pour étudier le grec, l'allemand et l'anglais, où elle étudie pendant un an avant de poursuivre ses études en allemand à l'université du Colorado à Boulder,. Buchanan parle couramment l'allemand et lit le latin.
Buchanan Jones est la première femme noire diplômée de l'Université du Colorado à Boulder en 1918. Les responsables de l'école refusent cependant qu'elle monte sur scène pour recevoir son diplôme lors de la cérémonie de remise des diplômes en juin 1918. Une femme se dirige vers elle alors qu'elle est assise attendant qu'on l'appelle par son nom et lui dit « Je serai ta partenaire, Lucy », puis remet son diplôme à Buchanan Jones et disparait. Buchanan Jones n'est jamais montée sur scène lors de sa propre cérémonie de remise de diplômes. Fâchée et humiliée elle se jure alors de ne jamais retourner à l'Université du Colorado.
Il n'y a pas de photographe dans l'annuaire de l'université en 1918, mais elle en a une dans une édition de 1918 de The Crisis, un magazine officiel de la NAACP. L'université lui a rendu hommage à titre posthume le 10 mai 2018, lorsque Polly E. Bugros McLean accepte un diplôme en son nom. McLean, professeure associée d'études des médias à l'université, a écrit un livre sur Buchanan intitulé Remembering Lucile: A Virginia Family's Rise from Slavery and a Legacy Forged a Mile High, publié en mai 2018.
En 1919, Buchanan Jones accepte un poste de professeure d'anglais au lycée Lincoln de Kansas City, réservé aux Noirs. Là, elle assiste aux matchs de baseball et est l'une des conseillères de la branche junior locale de la NAACP. Elle crée le World News Club pour que ses étudiants puissent discuter des évènements internationaux. En 1925, elle crée le premier journal de l'école, l'Observer. Une de ses étudiantes qui travaille pour le journal, Lucile Bluford (en), devint l'une des journalistes les plus reconnues et respectées du Missouri ainsi qu'une militate célèbre dans le mouvement des droits civiques.
Lucile Buchanan Jones revient à Chicago en 1925. Elle obtient un poste d'enseignante à la Stephen A. Douglas School. Elle passe les 24 années suivantes à enseigner dans le système scolaire public de Chicago. Durant cette période, elle améliore ses compétences pédagogiques grâce à des cours de l’Université de Chicago et de l’Université de Denver. Elle part à la retraite en 1949 à l'âge de 65 ans, l'âge de la retraite obligatoire pour les enseignants.

## Mariage et vie personnelle
Lucile Buchanan épouse John Dotha Jones en octobre 1926. Jones, diplômé de l'Université de Columbia s'était inscrit au programme d'études supérieures de l'Université de Chicago, et avait obtenu un emploi au service postal américain. Leur mariage dure jusqu'en 1926. Jones part sans prévenir le 1er décembre 1935 et Buchanan Jones demande le divorce, qui lui est accordé en avril 1940 pour adultère, cruauté extrême et répétée, désertion volontaire et ivresse récurrente. Buchanan Jones continue cependant à utiliser son nom de femme mariée, « Mme Jones », 46 ans après le divorce.
Les chaussures qu'elle a porté pour son mariage, fabriquées par la Louvre Boot Company à Kansas City, dans le Missouri, sont conservées au musée de Boulder (en),.
Baptiste, Buchanan Jones est devenue la première secrétaire de la National Convention of Gospel Choirs and Choruses (Convention nationale des chœurs et chorales de gospel).
Buchanan Jones est républicaine, comme l'étaient ses parents et la plupart des Noirs américains de l'époque. Elle vote pour la première fois à l'élection présidentielle en novembre 1920 et participé à 14 élections présidentielles.  Elle est convaincue que le vote et la liberté sont liés.

## Fin de vie
Après sa retraite en 1949, Buchanan Jones  retourne vivre dans la maison familiale à Denver avec son frère Fenton. Après la mort de Fenton en 1963, Herman Dick, voisin et ami de Fenton, devient son chauffeur et son assistant personnel. Plus tard, sa vue et sa santé générale se détériorent. En 1986, elle est placée sous la juridiction du département des services sociaux du Colorado (en) et, le 3 mars 1986, elle est physiquement maîtrisée, expulsée de son domicile et emmenée de force au centre de soins Stovall.  Elle ne retourne plus jamais chez elle. Elle meurt le 10 novembre 1989, à l'âge de 105 ans. Elle est d'abord enterrée dans une tombe anonyme. Fred Walsen, passionné d'histoire, lit un article sur l'enterrement de Buchanan Jones dans le Rocky Mountain News et fait en sorte que son nom soit ajouté à sa tombe en 1998.

## Hommage et postérité
Une bourse Lucile Berkeley Buchanan est créée en son honneur en avril 2010. On se souvient de Buchanan Jones pour son « indépendance farouche, sa ténacité et sa détermination » ».
En 2021 le bâtiment de l'Université du Colorado renomme le bâtiment School of Education Building en Lucile Berkeley Buchanan Building pour lui rendre hommage.